# Сетунь (верхний приток Москвы)
Сетунь (Сетунка) — река в Московской области России, верхний правый приток реки Москвы.
Берёт начало в 1 км к западу от платформы Часцовская Смоленского направления Московской железной дороги, впадает в Москву-реку у деревни Волково, в 4 км выше села Каринского. Правый приток Сетуни — река Мащенка.
Длина — 23 км; площадь водосборного бассейна — 106 км². Равнинного типа. Питание преимущественно снеговое. Замерзает обычно в середине ноября, вскрывается в середине апреля:7—8.
Интереса для туристов река в верхнем и среднем течении не представляет, поскольку её берега густо застроены в районе Кубинки, более интересны в этом отношении низовья Сетуни.